# In the End (cântec de Kat DeLuna)
„In the End” este al treilea single lansat de cântăreața Kat DeLuna de pe primul său album, 9 Lives. Piesa va fi promovată doar în Europa.
Videoclipul muzical a fost filmat în august 2008 și a fost lansat pe pagina ei oficială de YouTube pe 31 octombrie 2008. Acesta o arată pe DeLuna cântând și dansând pe un fundal alb cu dungi, purtând diverse ținute. Videoclipul muzical este intercalat cu scene în care ea interpretează melodia cu un microfon.